# 鶴田町立六郷中学校
鶴田町立六郷中学校（つるたちょうりつ ろくごうちゅうがっこう）は、青森県北津軽郡鶴田町にあった公立中学校。

## 沿革
- 1947年（昭和22年）
  - 4月1日 - 学制改革により、六郷村立六郷中学校設立。
  - 4月22日 - 開校式挙行。胡桃舘小学校の旧雨天体操場と裁縫教室を普通教室に改造した。
  - 9月30日 - 普通教室1室増築。
- 1948年（昭和23年）10月27日 - 六郷村議会が、中学校独立校舎建設の議案を可決。
- 1949年（昭和24年）12月1日 - 校地を大字境字宮内2番地（現在地）と定める。
- 1950年（昭和25年）
  - 5月5日 - 第一期工事着手。
  - 10月1日 - 第二期工事着手。
- 1951年（昭和26年）
  - 1月19日 - 新校舎完成により、胡桃舘小学校から移転。
  - 4月15日 - 新校舎落成式挙行。
  - 7月5日 - 青森県教育委員会より、北郡中学校職業家庭科研究校に指定された。
  - 10月1日 - 板柳町立板柳高等学校六郷分校が、青森県教育委員会より設置が認可され、本校に併置。
  - 10月10日 - 物置兼畜舎増築。
- 1955年（昭和30年）3月1日 - 六郷村が鶴田町に合併されたため、鶴田町立六郷中学校に改称。
- 1957年（昭和32年）11月26日 - 創立10周年記念式典挙行。
- 1959年（昭和34年）
  - 9月23日 - 北側排水溝工事竣工、生徒昇降口設置。
  - 10月20日 - 電気水道施設工事完了。
- 1960年（昭和35年）4月15日 - 併設の板柳高等学校六郷分校が、鶴田小学校に移転。
- 1967年（昭和42年）12月4日 - 創立20周年記念式典挙行。
- 1970年（昭和45年）4月1日 - 町内4中学校の統合により、鶴田中学校六郷校舎に改称（名目上の廃校）。
- 1972年（昭和47年）4月1日 - 鶴田中学校新校舎完成により、完全統合（事実上完全廃校）。

## 学区
- 旧六郷村域

## 参考資料
- 『鶴田町誌 下巻』（鶴田町・1979年3月31日発行）539～540頁「第三節各学校 第十一章教育 8六郷中学校 (一)沿革概要・(二)施設・設備並びに教育活動等」
- 『青森県教育史 別巻』（青森県教育委員会・1973年12月20日発行）915頁「学校沿革 中学校 六郷中学校」